# Богоя Юруков
Богоя Юруков е български учен – интернист и микробиолог, и университетски преподавател. Един от създателите е на Медицинския университет в Пловдив.

## Биография
Богоя Юруков е роден на 18 януари 1903 г. в гр. Панагюрище. Произлиза от чиновническо семейство. Потомък е на участник в Априлското въстание. Баща му е телеграфопощенски чиновник и впоследствие началник на т.п. станция в Сливен и на пощенски клон в София, участник е в стачката на железничари и телеграфопощенци през 1919 г. От 1922 г. е касиер на Аптекарската кооперация, а от 1944 – 1950 г. е касиер при Аптечно управление на МНЗСГ. Членува в БЗНС повече от 30 години. Почива в София през 1952 г. Майка му произлиза от семейство на бежанци от Одрин. Тя е учителка в стопанско училище в гр. Сливен и директор на стопанското училище в Нова Загора. След омъжването си остава домакиня с четири деца, от които едното умира още на 3 годишна възраст.
Богоя Юруков завършва основно образование и прогимназия в Сливен.
От 1914 г. е ученик в Сливенската мъжка гимназия.
През 1918 – 1919 г., като стипендиант на Министерството на народното просвещение учи в Реформената гимназия в Нюрнберг, Германия. Поради смутните световни събития и промени завръщането му с още две българчета Димитър Божков и Аспарух Панов (бъдещи финансист и един от директорите на БНБ и лекар), е доста драматично – пеша или както се случи и в продължение на повече от шест месеца.
Богоя Юруков завършва Сливенската гимназия като частен ученик. Взема две години за една, за да може и по-голямата му с една година сестра да продължи образованието си в София. Завършва средното си образование с отличен успех през 1920 г.
От есента на 1920 г. братът и сестра постъпват студенти по медицина в Медицинския факултет на Софийския държавен университет и завършват успешно през 1926 г. Като студент Юруков е в кръжок по биология, ръководен от проф. Методи Попов. При завършването на университетското си образование представя в клиниката по вътрешни болести на проф. Васил Моллов разработена теза за докторат на тема „Случай от късен чернодробен сифилис". С двамата изтъкнати учени, Юруков остава в близки творчески отношения до края на живота им.
През 1927 г. д-р Богоя Юруков завършва и дипломатическо-консулския факултет на Свободния университет в София (сега УНСС). От 15 юни 1926 г. постъпва доброволно на работа в катедрата по микробиология и серология на Медицинския факултет – София при проф д-р Владимир Марков. Под негово ръководство работи върху холестерина и първия серум при скарлатината, дифтерита, str.viridans. str.faecalls, работи и върху адхезионния феномен на трипанозоми Е (съвместно с проф. Регенданс), реакцията на Rickenberg при трипанозомните инфекции, фокалните инфекции на устата и гърлото, постваксиналния енцефалит, кръвния желатин като хранителна среда, серологичната диагностика на сифилиса, диагностицира лабораторно и открива за първи път в България чревно опаразитяване с „малка тения“-Hymenolepis nana.
От 1 януари 1927 – юли 1931 г. е редовен асистент при катедрата по микробиология. В 1931 – 1932 г. е лекар-бактериолог в Института за народно здраве, София. (сега Национален център по паразитни и заразни болести). От 1 януари 1933 г. е бактериолог в Маларичния институт – Бургас, където сформира и завежда Окръжната, а след това и Областната хигиенна лаборатория. Тук диагностицира, единствено наблюдавания дотогава в България автохонен случай на кожна лайшманиоза, потвърден лабораторно и от Института по тропически болести, Хамбург.
От 25 октомври 1934 г. е редовен асистент в катедрата по фармакология с терапевтична клиника на Медицинския факултет – София, ръководена от проф. д-р Владимир Алексиев. От май 1940 – април 1942 г. е началник на санитарното отделение при Столична община.
От 15 април 1942 г. е главен асистент при катедрата по фармакология с терапевтична клиника на Медицинския факултет. През 1943 г. се хабилитира (хоноруван доцент) при същата катедра. Изнася лекции по терапия на заразните болести и избрани глави от терапия на вътрешните болести в продължение на 10 години и се изгражда като клиницист и терапевт. В България има признати специалности по микробиология и по вътрешни болести.
През септември 1945 г. по покана преминава от Софийски университет в новосъздаващия се Медицински университет в Пловдив и е един от неговите съзидатели.
През учебната 1946 – 1947 г. е декан на Медицинския факултет. В Пловдив работи до септември 1953 г. като доцент, професор и ръководител на катедра. В продължение на 7 години, освен завежданата от него катедра по вътрешни болести, временно ръководи и катедрите по фармакология (1946 – 54) биология (1945 – 48), микробиология и паразитология (1945 – 46), факултетска терапия, инфекциозни болести и епидемиология (1948 – 51); хигиена (1945), като поема и редовния курс лекции за тях. Напуска по собствено желание и остава на частна практика в София за около 4 години. През 1957 г. е преизбран отново за професор и ръководител на катедрата по вътрешни болести към ВМИ, Пловдив, където се и пенсионира през 1968 г. и остава като консултант.
В периода 1957 – 1962 г. е зам. ректор по научната част на ВМИ, Пловдив. Член е на научния медицински съвет при МНЗСГ от учредяването му. В периода 1958 – 1962 г. е член на Висшата атестационна комисия, член е на фармакологичния комитет при МНЗСГ и на редица научноизследователски институти към МНЗ.

### Специализации
През 1929 г. 5 месеца във Втора вътрешна клиника, Хамбург – Епендорф при проф. Шотмюлер и в Тропическия институт при проф. Райхенов, един от изтъкнатите протозоолози тогава. 1930 г. 2 месеца в Института по микробиология – Букурещ при известния проф. Кантакузин. 
През 1931 – 1932 г., след конкурс и стипендия от Рокфелеровата фондация в САЩ, специализира в Джонс Хопкинс университет – Балтимор, САЩ. Завършва курсове по микробиология, народоздравна химия, епидемиология, санитарно инженерство, санитарна администрация, епидемиология, специална здравна организация и законодателство, контрол на заразните болести, включително и международна профилактика. Справя се успешно, и на 14 юни, 1939 г. е удостоен с Диплома по Обществено Здраве (Certificate of Public Health) от университета Джонс Хопкинс в Балтимор, Мериленд, САЩ. Телеграмата на снимката често неправилно се приписва на Американския президент Франклин Рузвелт, който не я е изпратил,  защото по това време все още не е бил избран за президент (изборите са чак през воември, 1932г.) и встъпва в длъжност като 32-ри президент на САЩ едва на 4 март, 1933г. Всъщност тази телеграма е изпратена от дома на Г-н и Г-жа Албърт Клифърд Барни във Вашингтон до д-р. Богоя Юруков на борда на презокеанския кораб наречен "Президент Рузвелт" (SS President Roosevelt), който е наречен през 1922г. на името на 26-тия президент на САЩ, Теодор Рузвелт (1901-1909), и който действа като пътнически презокеански лайнер през 20-те и 30-те години на 20 век. С този кораб явно др. Юруков се завръща в Европа. и на 16 август, 1932г. на кораба получава споменатата телеграма с пожелания за успех подписана "Ейми" (Aimee) вероятво от своя близка. Като губернатор на щата Ню Йорк, Ф. Рузвелт канел често в имението си през уикендите чуждестранни специалисти, но няма сведения за това дали се е срещал с д-р. Юруков. 
В Пастъоровия институт – Париж Юруков е при проф. Калмер и при проф. Рамон, а във Франкфурт при проф. Колле. През 1939 г. е за 5 месеца във Вътрешна клиника при болница Сент Георг, Хамбург. След 1944 г. по линия на международни културни спогодби и симпозиуми посещава СССР и ГДР.

## Творчество
Богоя Юруков владее няколко чужди езици – английски, немски, френски, руски, което улеснява контактите му с редица водещи медицински институции и възможността за публикации в международни научни списания.
Има над 220 научни публикации, монографии, учебници и ръководства, изготвя много рецензии, пише множество научнопопулярни и публицистични статии. Интересите му са разностранни. Работи върху: диагностика на вътрешните и заразни болести, паразитни и тропически болести, болести на кръвта, терапия, фармакология, бактериологическа и друга лабораторна техника, хигиена и санитарен контрол, история на медицината, исторически бележки за видни лекари, обзори, преводи и др. През 1937 г. основава и става главен редактор и издател. на първото по рода си в България научно списание „Български медицински преглед за заразни болести, микробиология и паразитология" (1937 – 1942), предшествало списанията „Епидемиология, паразитология и инфекциозни болести“ и „Имунотерапия“. Той е член-основател и е избран за първи секретар на Българското микробиологично дружество, член е на Международното микробиологично дружество в Париж, на Немското хематологично дружество-Цюрих (1938), Член е на Дружеството на българските интернисти (от 1932 г.); член и в ръководството на Дружеството по история на медицината; съосновател на Дружеството за хигиена и предпазни мерки, член на БЛС (1927 – 1944), на Комисията по висше образование към Министерството на народното просвещение (1947 – 1948), Съюза на здравните работници (1949), Съюза на научните работници (1950) член в редакционните състави на списанията „Медицински летописи“, „Съвременна медицина“, „Вътрешни болести“, „Годишник на МФ“, Пловдив и др.

## Награди
Богоя Юруков е носител на Кавалерски кръст с корона на народния орден за граждански заслуги (21 май 1939 г.), Отличник на МНЗСГ (1960), носител на ордените „Червено знаме на труда“ (1959) и „Кирил и Методи“, първа степен (1960), на много почетни грамоти и др.